# Charles-François Sturm

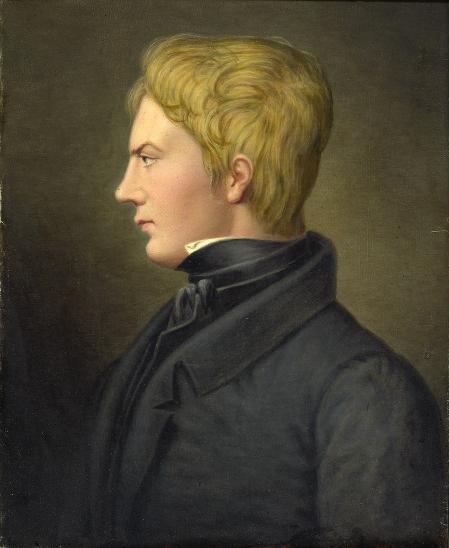
Charles-François Sturm, gemalt von François d’Albert-Durade

Jacques Charles François Sturm (auch Jacob Karl F. Sturm, Karl Sturm; * 29. September 1803 in Genf; † 18. Dezember 1855 in Paris) war ein schweizerisch-französischer Mathematiker und Physiker.

## Leben
Sturm begann mit seinem Studium 1821 an der Universität Genf und war dort auch Schüler von Simon L’Huilier. 1823 beendete er sein Studium und wurde Hauslehrer für den Sohn der Madame de Staël. Als die Familie de Staël nach Paris zog, ging Sturm mit. 1826 arbeitete er mit seinem Freund Jean-Daniel Colladon an der ersten genauen Messung der Schallgeschwindigkeit im Wasser. 1829 entwickelte er ein Theorem, das später nach ihm sturmsche Kette benannt wurde. 1830 erhielt er eine Professur am Collège Rollin, seit 1833 war er französischer Staatsbürger.
Sturm wurde im Jahr 1836 Mitglied der Académie des sciences und 1840 Professor an der Sorbonne sowie an der École Polytechnique, wo er Siméon Denis Poisson auf dem Lehrstuhl der Mechanik nachfolgte. Ebenfalls 1840 wurde er Mitglied der Royal Society, die ihm im gleichen Jahr zusammen mit Justus Liebig die Copley-Medaille verlieh. Seit 1835 war er korrespondierendes Mitglied der Preußischen Akademie der Wissenschaften. Im Dezember 1836 wurde er zum korrespondierenden Mitglied der Russischen Akademie der Wissenschaften in Sankt Petersburg gewählt.
Seine Vorlesungen, denen er viel Zeit widmete, wurden postum als Cours d'analyse de l'école polytechnique (1857–1863) und Cours de mécanique de l'école polytechnique (1861) veröffentlicht. Nach ihm und Joseph Liouville ist das Sturm-Liouville-Problem benannt.
Der Satz von Sturm ermöglicht es, die Anzahl der Wurzeln einer Polynom-Gleichung {\displaystyle f(x)=0} mit reellen Koeffizienten zwischen zwei reellen Punkten anzugeben (Sturmsche Kette). Sturm war auf den Satz sehr stolz und pflegte ihn in seiner Vorlesung anzukündigen als den Satz, dessen Namen zu tragen ich die Ehre habe.
Er ist namentlich auf dem Eiffelturm verewigt, siehe: Die 72 Namen auf dem Eiffelturm.

## Werke
- Cours d'analyse. 2 Bände. Paris 1857–1859. 12. Auflage 1901, deutsch von Groß, Berlin 1897–1898, 2 Bände
- Cours de mécanique. 2 Bände. Paris 1861. 5. Auflage 1883, neuer Druck 1905, deutsch von Groß, Berlin 1898–1900, 2 Bände